# Odolanów (stacja kolejowa)
Odolanów – stacja kolejowa w Odolanowie, w Polsce, w województwie wielkopolskim, w powiecie ostrowskim (wielkopolskim).

## Ruch pasażerski
| Rok  | Wymiana pasażerska na dobę |
| ---- | -------------------------- |
| 2017 | 50-99                      |
| 2022 | 100-149                    |

W roku 2017 część budynku dworcowego została przekształcona na dom seniora. W 2020 dworzec, wraz z terenem przystacyjnym, został poddany rewitalizacji (nowa elewacja, odtworzenie elementów ceglanych, uporządkowanie terenów przyległych).